# Szyszkowiec łuskowaty

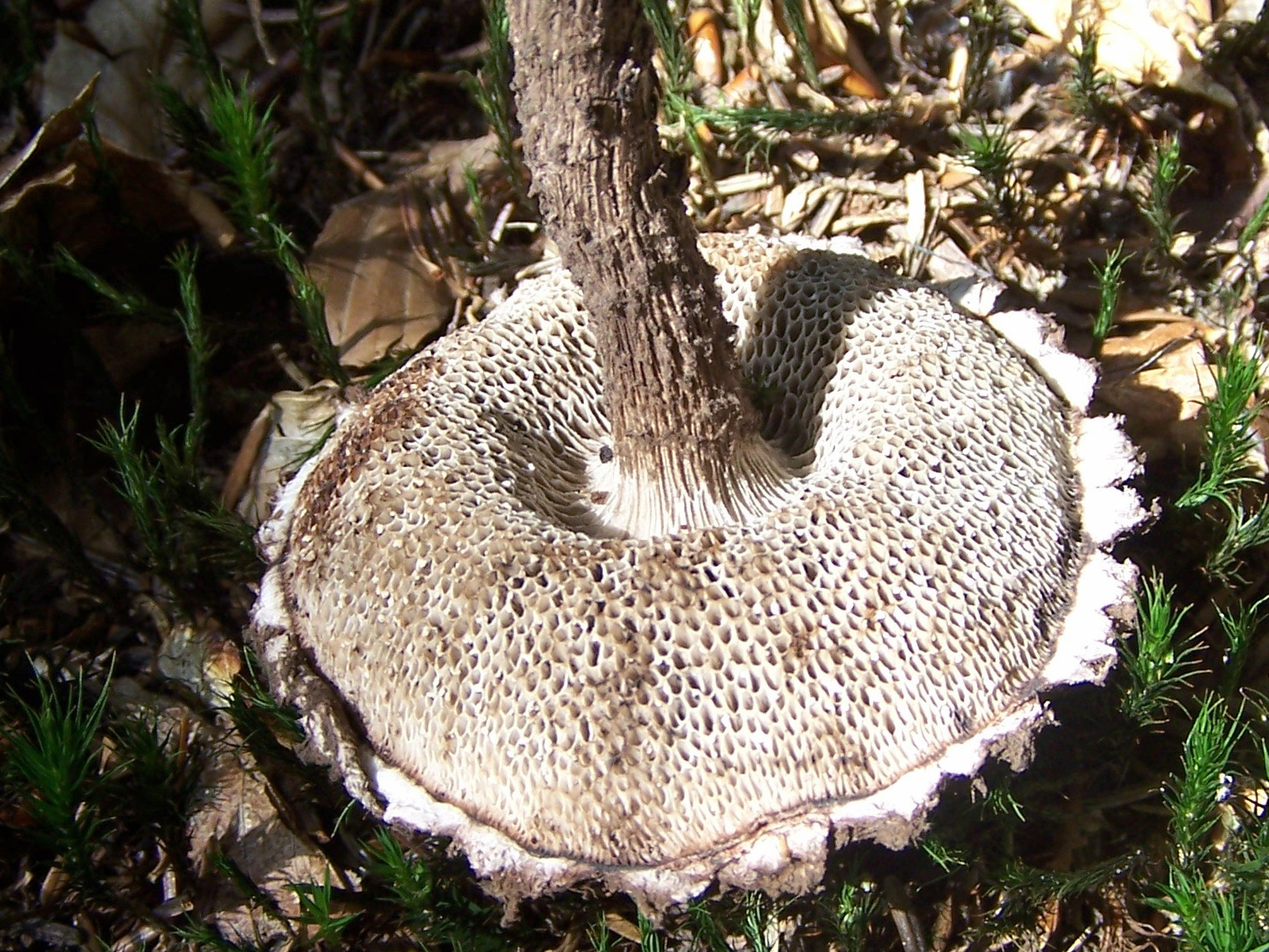
Dolna strona kapelusza z rurkami

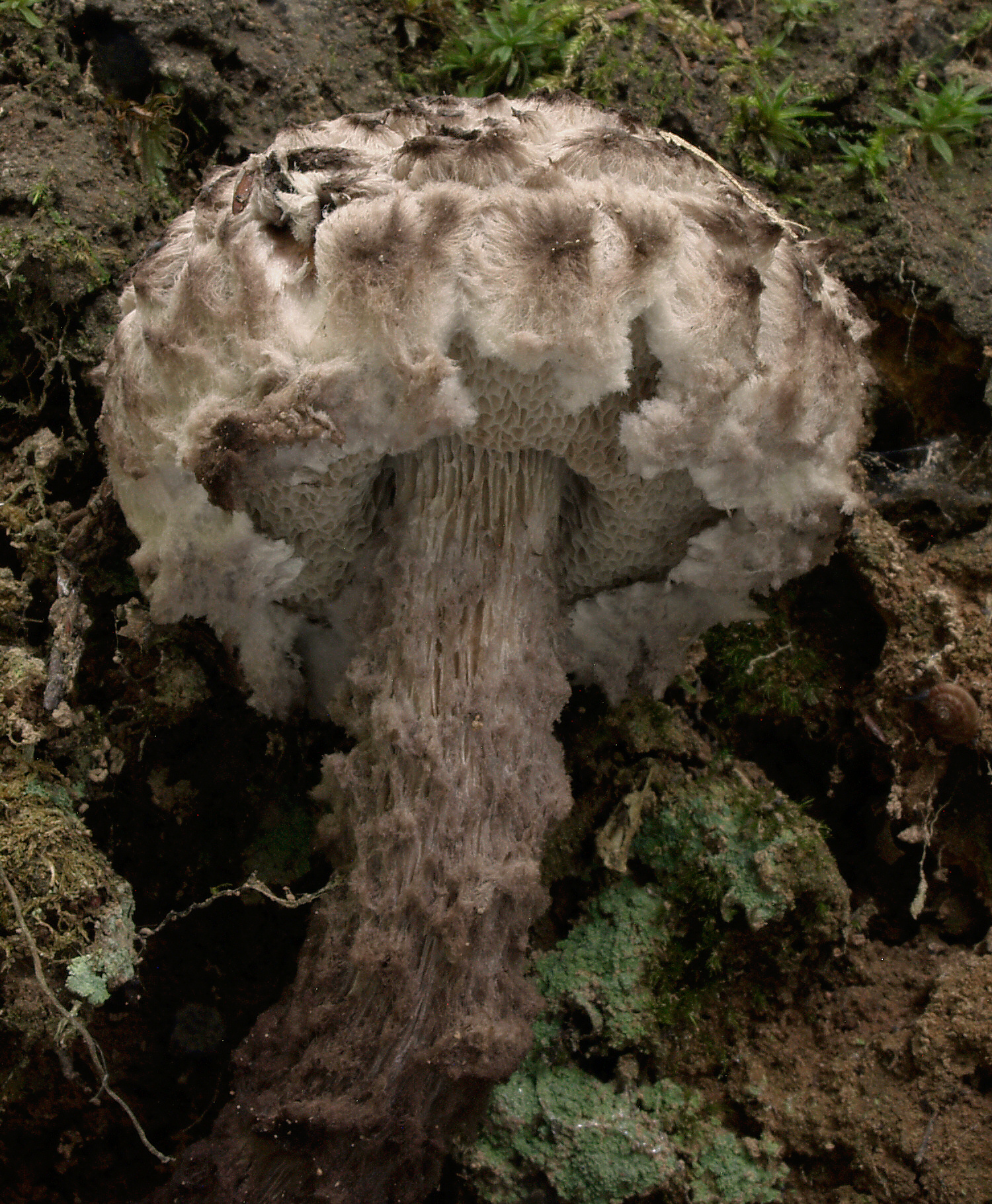

Szyszkowiec łuskowaty (Strobilomyces strobilaceus (Scop.) Berk) – gatunek grzybów z rodziny borowikowatych (Boletaceae).

## Systematyka i nazewnictwo
Pozycja w klasyfikacji według Index Fungorum: Strobilomyces, Boletaceae, Boletales, Agaricomycetidae, Agaricomycetes, Agaricomycotina, Basidiomycota, Fungi.
Po raz pierwszy takson ten zdiagnozował w 1770 r. Joannes Antonius Scopoli nadając mu nazwę Boletus strobilaceus. Obecną, uznaną przez Index Fungorum nazwę nadał mu w 1851 r. Miles Joseph Berkeley, przenosząc go do rodzaju Strobilomyces.
Niektóre synonimy:

- Boletus cinereus Pers. 1801
- Boletus floccopus Vahl
- Boletus strobilaceus Scop. 1772
- Boletus strobiliformis Vill. 1789
- Boletus strobiliformis Dicks. 1785
- Eriocorys strobilacea (Scop.) Quél. 1886
- Eriocorys strobilacea var. floccopus (Vahl) Quél. 1886
- Strobilomyces floccopus (Vahl) P. Karst. 1882
- Strobilomyces strobiliformis Beck 1923[2].

Nazwę polską podali Barbara Gumińska i Władysław Wojewoda w 1983 r. Wcześniej w polskim piśmiennictwie mykologicznym gatunek ten opisywany był też pod nazwami: łuskowiec strzępiastotrzonowy, łuskogrzyb szyszkowaty i szyszkowiec szyszkowaty.

## Morfologia
Kapelusz
Średnica dochodzi do 15 cm, u młodych egzemplarzy półkolisty, następnie wypukły do spłaszczonego u starszych. Pokryty charakterystycznymi, dachówkowato ułożonymi wełnistymi kosmkami. Kosmki są grube, odstające i szarobrunatne z ciemniejszym zakończeniem. Powierzchnia kapelusza jest sucha.
Rurki
Do 14 mm długości, przyrośnięte lub zbiegające. Barwa od białawej u młodych, do szarobrązowej (czasem z czerwonawym odcieniem) u starszych egzemplarzy. Pory kanciaste, stosunkowo duże pokryte u młodych egzemplarzy białoszarą osłoną. Jej resztki pozostają czasami na brzegu kapelusza. Rurki uszkodzone początkowo czerwienieją, następnie przybierają czarnofioletową barwę.
Trzon
Grubość 1–3 cm, wysokość do 15 cm. Cylindryczny, zwężający się lekko w kierunku kapelusza, bardzo twardy. Barwa podobna do kapelusza, pokryty licznymi watowatymi, szarobrunatnymi kosmkami. Pod kapeluszem występuje zanikający pierścień. Uszkodzony trzon przybiera barwę czerwonawą.
Miąższ
Mięsisty, czasem suchy i sprężysty, zaś w trzonie zdrewniały. U młodych egzemplarzy biały, poprzez czerwonawy do ciemnobrązowego u starszych. Uszkodzony przybiera barwę czerwonawą. Smak i zapach słaby.
Wysyp zarodników
Purpurowobrunatny. Zarodniki kuliste lub elipsoidalne o rozmiarach 10–13 × 8–10 μm i powierzchni urzeźbionej siateczkowato.

## Występowanie i siedlisko
Występuje głównie w Ameryce Północnej i Europie, podano też jego stanowiska w Korei, Japonii i Afryce Zachodniej. Od 2014 r. w Polsce objęty jest ochroną częściową grzybów, dawniej podlegał ochronie ścisłej. W opracowaniu Czerwona lista roślin i grzybów Polski jest zaliczony do kategorii grzybów rzadkich (R).
Owocniki tworzy od lata do jesieni w lasach iglastych, liściastych oraz mieszanych. Żyje w mikoryzie z bukiem, a na terenach górzystych ze świerkiem i jodłą. Grzyb rzadko spotykany, częściej spotkać go można na terenach górzystych południowej Polski. Z rodzaju szyszkowiec w Europie występuje tylko ten jeden gatunek. Występuje również w Ameryce Południowej i Środkowej, ponadto rozprzestrzenił się w Azji po Chiny i Japonię.

## Znaczenie
Kulinarne
Naziemny grzyb mykoryzowy. Grzyb jadalny, ale o małej wartości konsumpcyjnej.
Filatelistyka
Poczta Polska wyemitowała 30 czerwca 1980 r. znaczek pocztowy przedstawiający szyszkowca łuskowatego, błędnie opisanego jako szyszkowiec szyszkowaty, o nominale 2,5 zł, w serii Grzyby niejadalne pod ochroną. Wydrukowano 9 710 000 szt., techniką rotograwiury, na papierze kredowym. Autorem projektu znaczka był prof. Alojzy Balcerzak. Cała seria pozostawała w obiegu do 31 grudnia 1994 roku.